# 書展列表

## 亞洲
中華人民共和國
上海
上海书展
中国上海国际童书展
北京
北京國際圖書博覽會
北京地坛书市
廣州
南國書香節暨羊城書展
東京
東京書展
香港
香港書展
本地獨立出版力量書展（2005年）
牛棚書展（2003-2006年）
香港書籍博覽（舉辦時間待查）
九龍城書節（2009年-2022年）
澳門
書香文化節
書市嘉年華
成都
天府书展
重庆
重庆书展
深圳
深圳国际书展
西安
西安书展
南宁
广西南宁书展
杭州
浙江书展
苏州
江苏书展
台灣
台北國際書展
台中國際書展
高雄國際書展
新加坡
新加坡書展
馬來西亞
檳城國際圖書博覽會
吉隆坡世界海外華文書展
吉隆坡国际书展
大韓民國
首爾國際書展
菲律宾
马尼拉国际书展
土耳其
伊斯坦布尔国际书展
以色列
希伯来图书周
泰国
泰國書展 （页面存档备份，存于）

## 歐洲
德國
法蘭克福書展
莱比锡书展
義大利
意大利波隆那童書展
都靈圖書沙龍
英國
倫敦書展
愛丁堡書展
法國
巴黎書展
西班牙
巴塞隆納書展
立陶宛
波羅的海國際書展
比利時
布魯塞爾書展
安德衛普書展
瑞士
日內瓦國際圖書沙龍
瑞典
斯德哥爾摩書展
哥德堡書展
波蘭
華沙書展
俄羅斯
莫斯科書展
匈牙利
布達佩斯書展
南斯拉夫
貝爾格萊德書展
烏克蘭
阿森納國際圖書節
利沃夫圖書論壇

## 美洲
美國
- BEA書展（Book Expo America）

阿根廷
- 布宜諾斯艾利斯書展

古巴
- 哈瓦那國際書展

哥倫比亞
- 波哥大書展

巴西
- 聖保羅書展

智利
- 聖地牙哥書展

烏拉圭
- 烏拉圭國際書展

墨西哥
- 瓜達拉哈拉書展

加拿大
- 蒙特婁書展

## 非洲
埃及
- 開羅書展

津巴布韋
- 哈拉雷書展

肯尼亚
- 泛非兒童書展